# EWE Arena
Die EWE Arena (Eigenschreibweise: EWE ARENA) ist ein Komplex aus zwei Multifunktionsarenen in der niedersächsischen Stadt Oldenburg, der an die Weser-Ems-Halle angegliedert ist.
Der Namensgeber der Arena ist der Energieversorger EWE aus Oldenburg. Dabei tragen beide Arenen den Namen EWE Arena, zur Unterscheidung wird nur jeweils Große oder Kleine vor den Namen gestellt. Dieses Konzept wird auch im Logo der EWE Arena verdeutlicht. Dabei steht das blaue Rechteck für die große und der gelbe Kreis für die kleine Arena.

Altes Logo der EWE Arena

## Kleine EWE Arena
Die Kleine EWE Arena wurde im Juni 2005 eröffnet und fasst bis zu 4100 Zuschauer bei Konzerten sowie 3100 Zuschauer bei Basketball- und 2300 Zuschauer bei Handballspielen. Charakteristisch ist der kreisrunde Bau der Arena mit einem Durchmesser von rund 70 Meter. Darüber hinaus besitzt die Arena eine 35 Meter lange und 5 Meter hohe Photovoltaikanlage, die auf Schienen seitlich an der Außenwand installiert ist, der Sonneneinstrahlung folgt und gleichzeitig das Halleninnere vor den Sonnenstrahlen schützt.
Die Kleine EWE Arena ist die Heimspielstätte für den Damen-Handball-Bundesligisten VfL Oldenburg. Bis zum Umzug in die Große EWE Arena im April 2013 bestritt auch der Herren-Basketball-Bundesligist EWE Baskets Oldenburg hier seine Heimspiele.
2014 und 2015 war die Kleine EWE-Arena Austragungsstätte der Deutschen Hallenmeisterschaften im Männerfaustball.
Die ARD überträgt seit 2005 im Rahmen der Sportschau Box-Veranstaltungen aus der Halle. Im Juni 2006 bestritt die deutsche Volleyballnationalmannschaft der Herren hier im Rahmen der EM-Qualifikation ein Spiel gegen Tschechien. Des Weiteren finden in der Halle Konzerte, Shows, Ausstellungen, Messen, Kongresse und Tagungen statt.

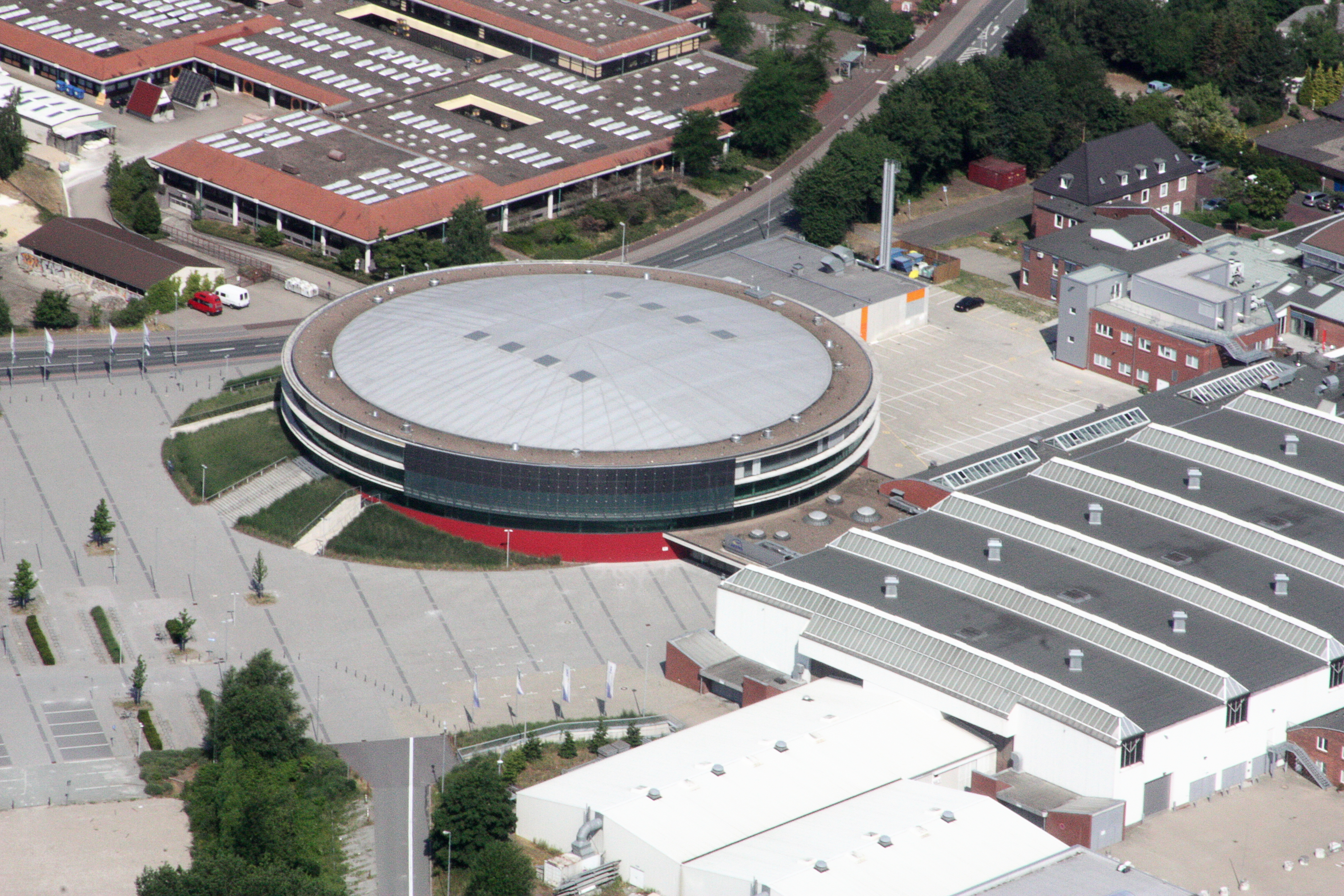
Luftbild der Kleinen EWE Arena
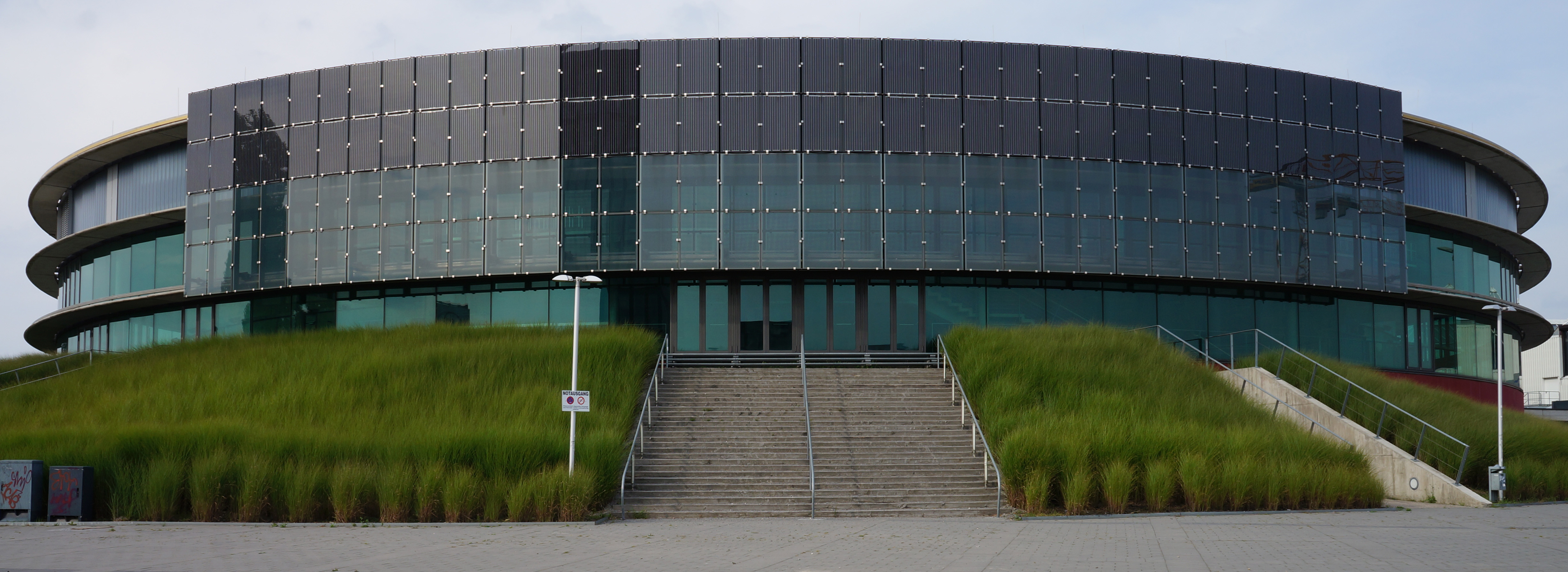
Photovoltaikanlage der Kleinen EWE Arena

## Große EWE Arena
Zu Beginn des 21. Jahrhunderts prüfte die Stadt Oldenburg die Modernisierung des Hallenkomplexes der Weser-Ems-Halle. Als Ergebnis, welches „Projekt 2014“ genannt wird, wurde der Bau einer neuen Multifunktionsarena und der Abriss mehrerer alter Hallen beschlossen.
Nachdem mit dem Abriss der Hallen 5 und 6 der Weser-Ems-Hallen Platz geschaffen wurde, begann man im Februar 2012 mit dem Bau der Großen EWE Arena (in der Planungsphase auch „Weser-Ems-Arena“ genannt), welche am 20. April 2013 nach 14-monatiger Bauzeit mit einem BBL-Spiel der EWE Baskets Oldenburg gegen die Telekom Baskets Bonn eröffnet wurde. Seitdem ist die Arena neue Heimspielstätte der EWE Baskets.
Die Große bietet gegenüber der Kleinen EWE Arena nochmal eine deutliche Steigerung des Platzangebots. Sie fasst bei Basketballspielen über 6000, bei Handballspielen über 5500 und bei Boxkämpfen über 7300 Zuschauer. Sogar Reitveranstaltungen können von über 4200 Zuschauern verfolgt werden. Auch bei Konzerten bietet die Arena bis zu 8000 Zuschauern Platz.
Seit dem Spiel der EWE Baskets gegen den FC Bayern München am 20. Oktober 2019 beträgt die Kapazität bei Basketball-Spielen 6200 Zuschauer.

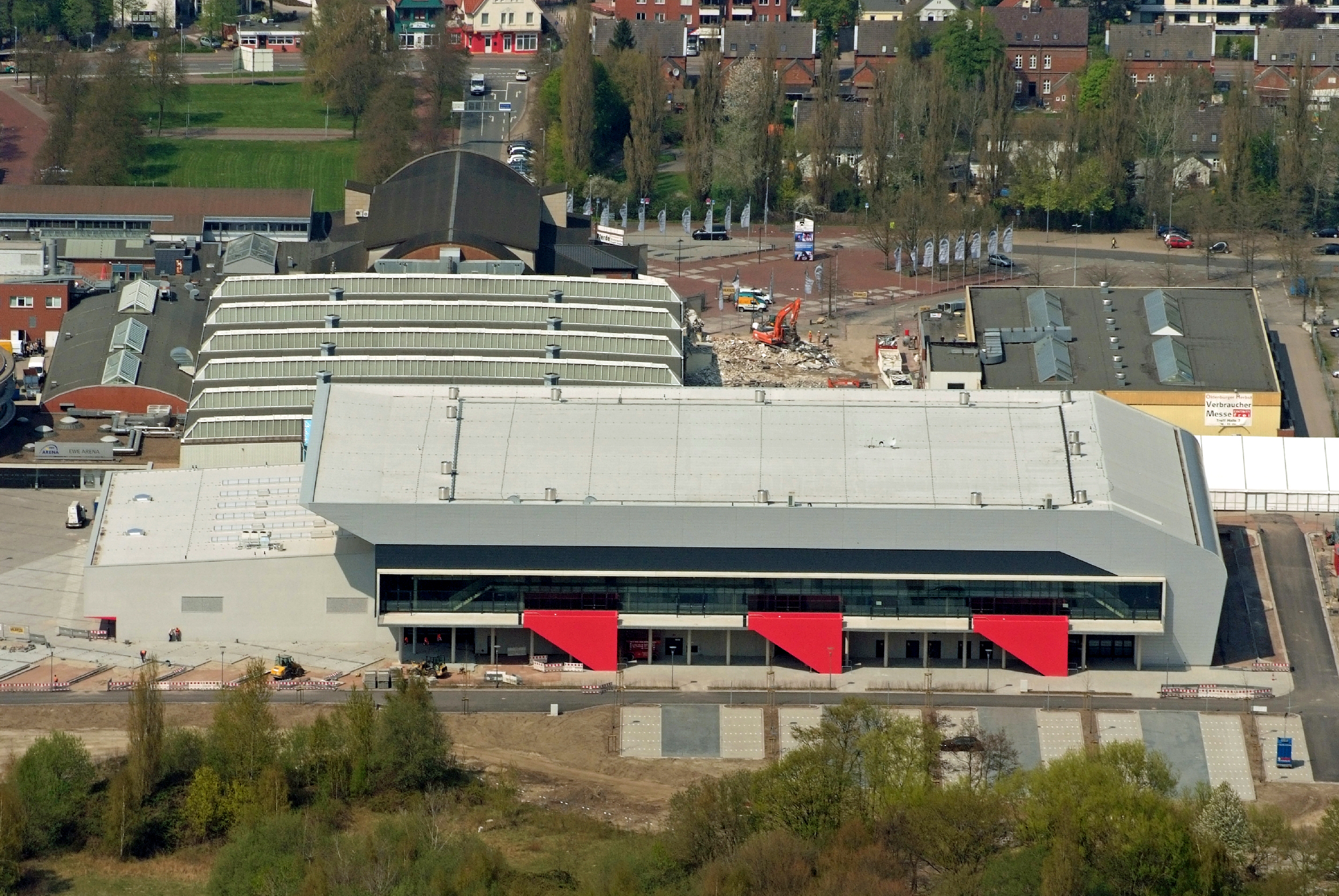
Südseite der Großen EWE Arena
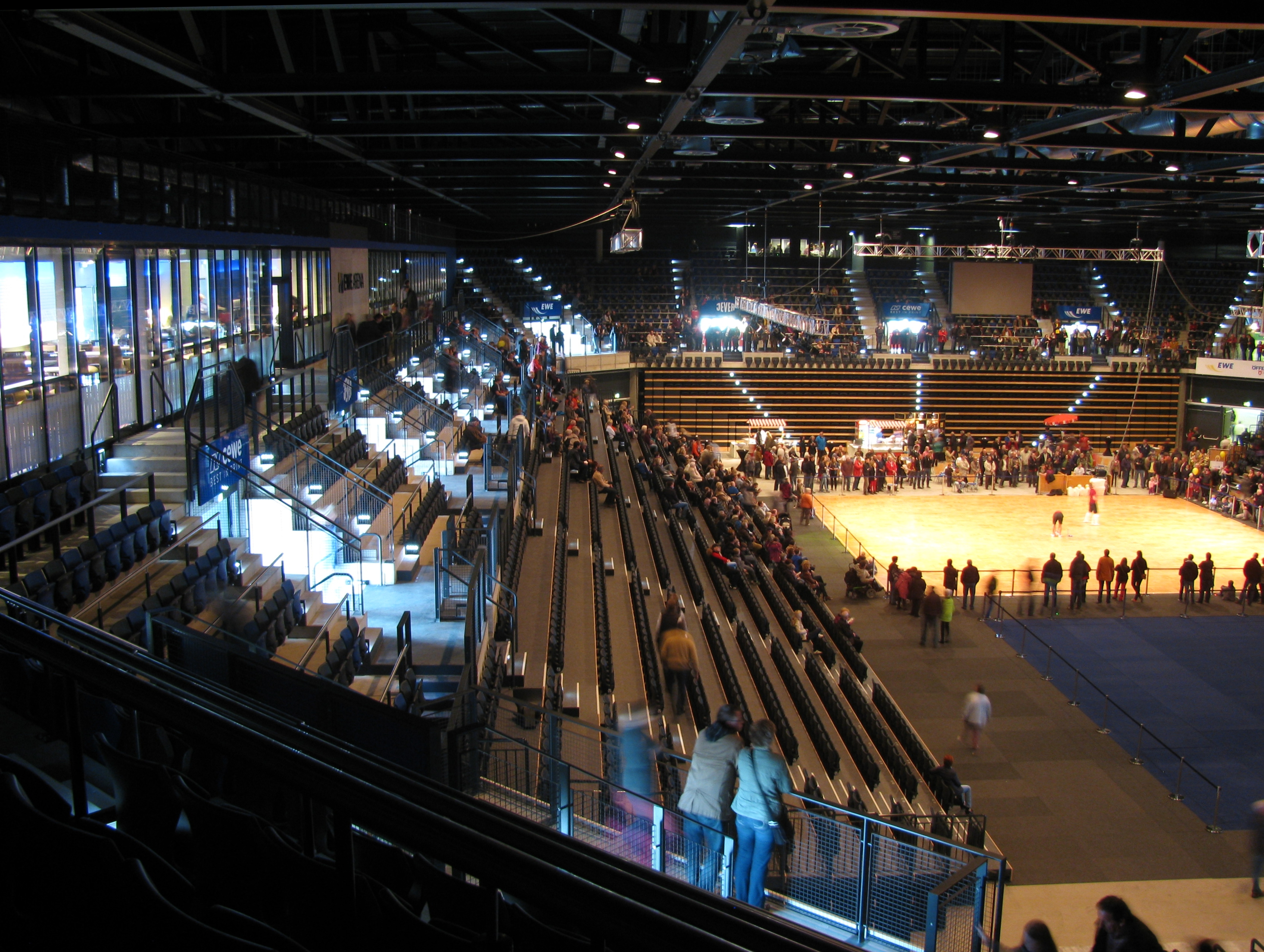
Innenraum der Großen EWE Arena